# 利西夫卡 (哈佳奇區)
50°11′17″N 33°55′41″E / 50.18806°N 33.92806°E
利西夫卡（烏克蘭語：Лисівка），是烏克蘭中部的村莊，隸屬波爾塔瓦州的米爾霍羅德區。該村處於普肖爾河右岸，始建於1670年，面積4.39平方公里，2001年人口570。